# Vermicolato

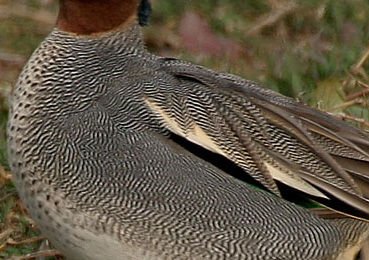
Vista ravvicinata di un'alzavola che mostra il motivo di vermicolazione nelle sue piume.

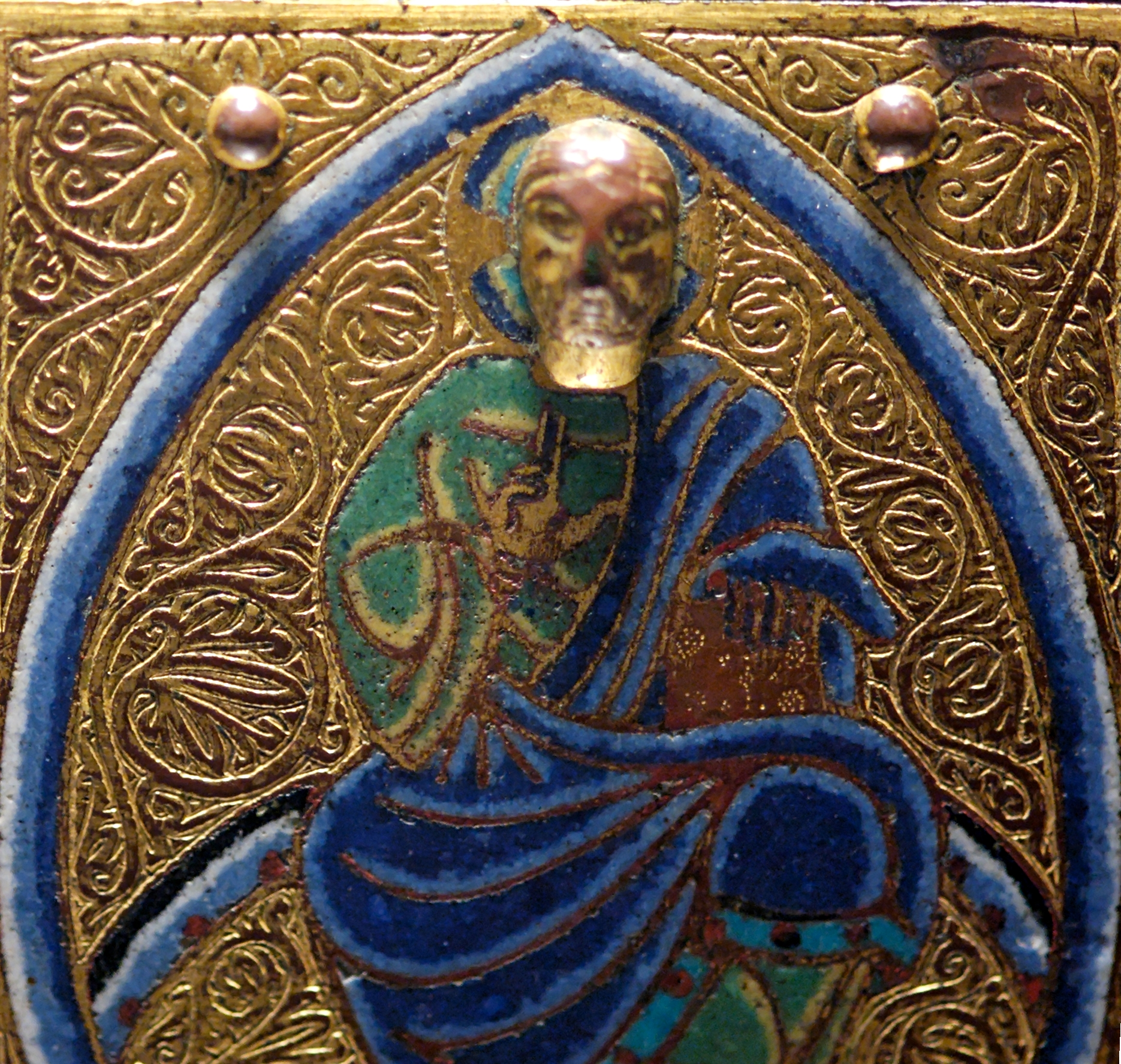
Dettaglio mostrante uno sfondo "vermicolato" su uno scrigno reliquiario.

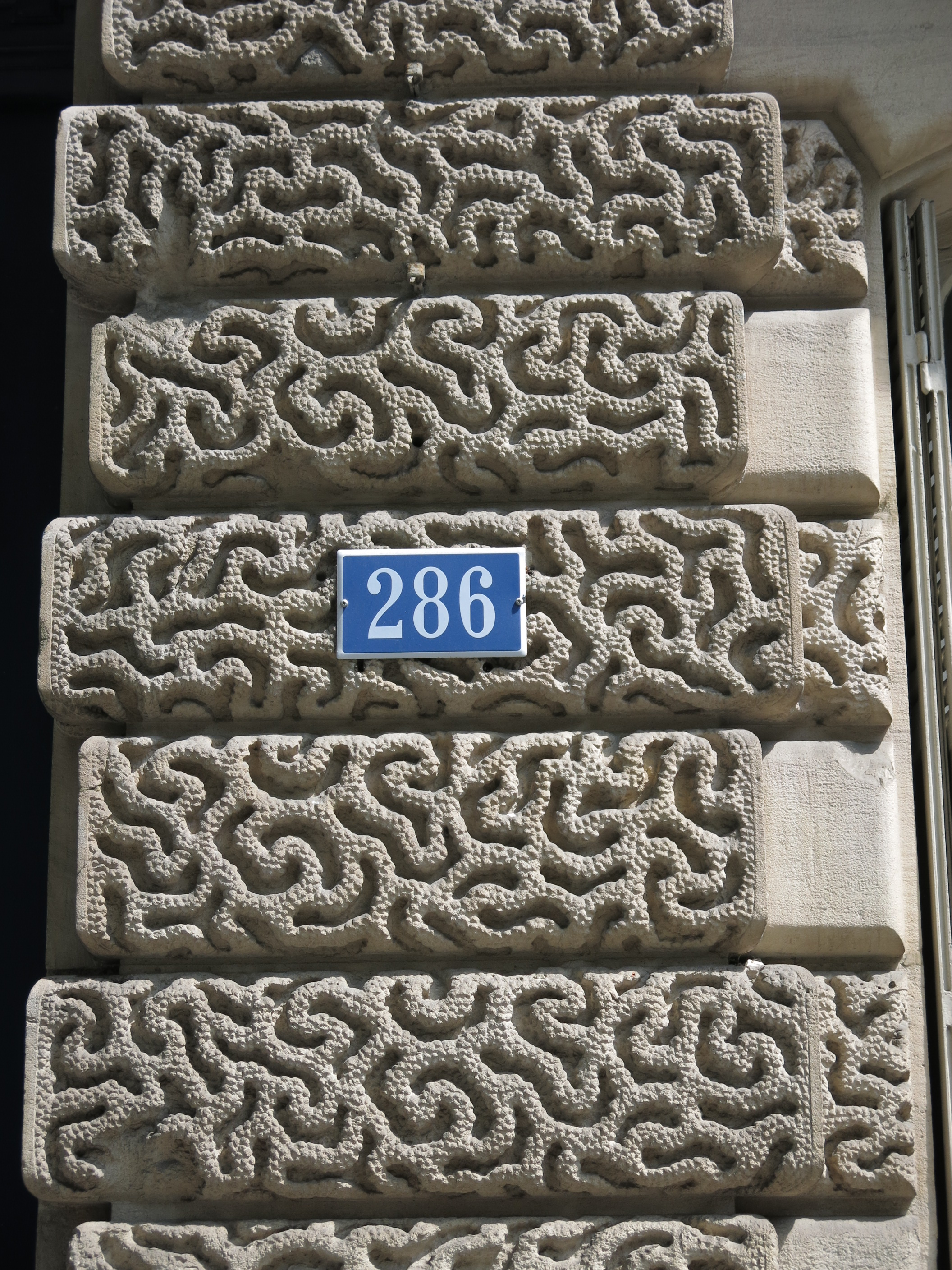
Vermicolato architettonico a Parigi.

Il vermicolato è un motivo superficiale di linee dense ma irregolari, così chiamato dal latino "vermiculus" che significa "piccolo verme", perché le forme assomigliano a vermi o tracce di vermi nel fango o nella sabbia bagnata. La parola può essere usata in un certo numero di contesti, per modelli che hanno poco in comune.

## Storia
La vermicolazione si verifica naturalmente nei modelli di un'ampia varietà di specie, ad esempio nelle piume di certi uccelli, ai quali può fornire camuffamento, o nelle decorazioni. Diverse specie prendono il nome da questo elemento, sia in italiano che in latino "vermicularis".  
Appare anche in architettura come forma di increspatura in cui la pietra viene tagliata con uno schema di linee erranti. Nella lavorazione dei metalli, la vermicolazione viene utilizzata per formare un tipo di fondo trovato negli smalti di Limoges, in particolare su cofanetti reliquiari. In questo caso il termine è usato per quello che è in effetti un modello denso di ornamento regolare che utilizza forme e viticci vegetali. Nel mosaico dell'antica Roma, opus vermiculatum era la tecnica più dettagliata, e i pezzi sono spesso descritti come "vermicolati" in italiano.

## Specievermicolate
Alcune specie hanno modelli che sembrano piccoli vermi, altri in realtà sono piccoli vermi.
- Enterobius vermicularis, a parasitic nematode, the human threadworm or pinworm
- Serpula vermicularis, a segmented marine worm
- Xerotyphlops vermicularis, the European blind snake or European worm snake, no larger than a worm